# Johann Clauberg
Johann Clauberg, (Johannes Claubergius), est un savant calviniste, théologien et philosophe allemand, né le 24 février 1622 à Solingen en duché de Berg, mort le 31 janvier 1665 à Duisbourg. Influencé par le cartésianisme, il fut l'un des précurseurs de l'occasionalisme. Il s'est également intéressé aux rapports de l'âme et du corps. Il enseigna la philosophie à Herborn et Duisbourg et adopta les principes de Descartes.

## Biographie
Johann Clauberg fut formé dans la tradition de l'aristotélisme à Cologne, Moers et Brème, puis à Groningue, où il découvre la scolastique réformée, mais aussi de celle de Comenius. Il y dispute des premières thèses, sous la direction de Tobias Andreae, qui ne témoigne pas encore d'influence cartésienne. Encore étudiant, il écrit son premier traité métaphysique : Elementa philosophiae sive Ontosophia (Groningue, 1647), dont il devait donner une nouvelle version entièrement en 1660. En 1646, il entreprend des voyages, étudie à Saumur, puis à Paris, où il fréquente les cercles cartésiens. Il retourne en Hollande via Londres, et étudie la philosophie cartésienne chez Jan de Raey à Leyde. Après un bref passage à Herborn, il devient en 1651 professeur à Duisbourg, ville alors sous domination néerlandaise, et il fut même recteur de l'université en 1655. La métaphysique de Clauberg a pour objet non pas l'ens, mais l'intelligibile. Le concept le plus haut n'est donc pas l'être, mais l'objet général de l'intellect. En 1660, il en parle comme de l'ens cogitabile. Il la définit, à la suite de Caramuel, comme une "ontosophie" et à la suite de Goclenius comme une "ontologie". Tout en conservant cette structure traditionnelle à l'époque, il estime que la philosophie doit commencer avec la mens cogitans. Il construit sa métaphysique d'après une méthode précise, fournie par la logique. Il y a ici l'influence de Zabarella plus que de Descartes.

## Œuvres et traductions
- Opera omnia philosophica, Amsterdam, 1691. Réédition : Hildesheim, Georg Olms, 1968 (2 volumes).
- Elementa philosophiae seu Ontosophia, Groningen, 1647.
- Defensio Cartesiana (Défense de Descartes), 1652.
- Logica vetus et nova, Amsterdam, 1654, ouvrage estimé que Nicole et Arnauld ont mis à contribution dans la Logique de Port-Royal.
- Johannis Claubergiis Physica, Amsterdam, 1664.
- Logique ancienne et nouvelle, Paris, Vrin 2007. Présentation, traduction et notes par Jacqueline Lagrée et Guillaume Coqui, texte partiellement en ligne.

## Sources
Cet article comprend des extraits du Dictionnaire Bouillet. Il est possible de supprimer cette indication, si le texte reflète le savoir actuel sur ce thème, si les sources sont citées, s'il satisfait aux exigences linguistiques actuelles et s'il ne contient pas de propos qui vont à l'encontre des règles de neutralité de Wikipédia.
- Grand Larousse universel, Larousse Diffusion, 2e semestre 1989